# Pinienkern

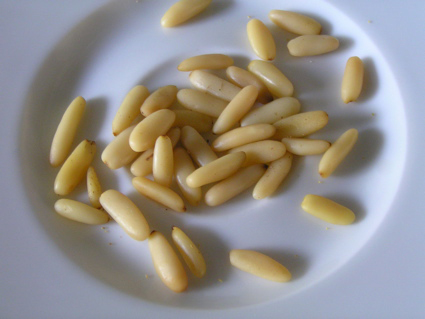
Pinienkerne aus Italien

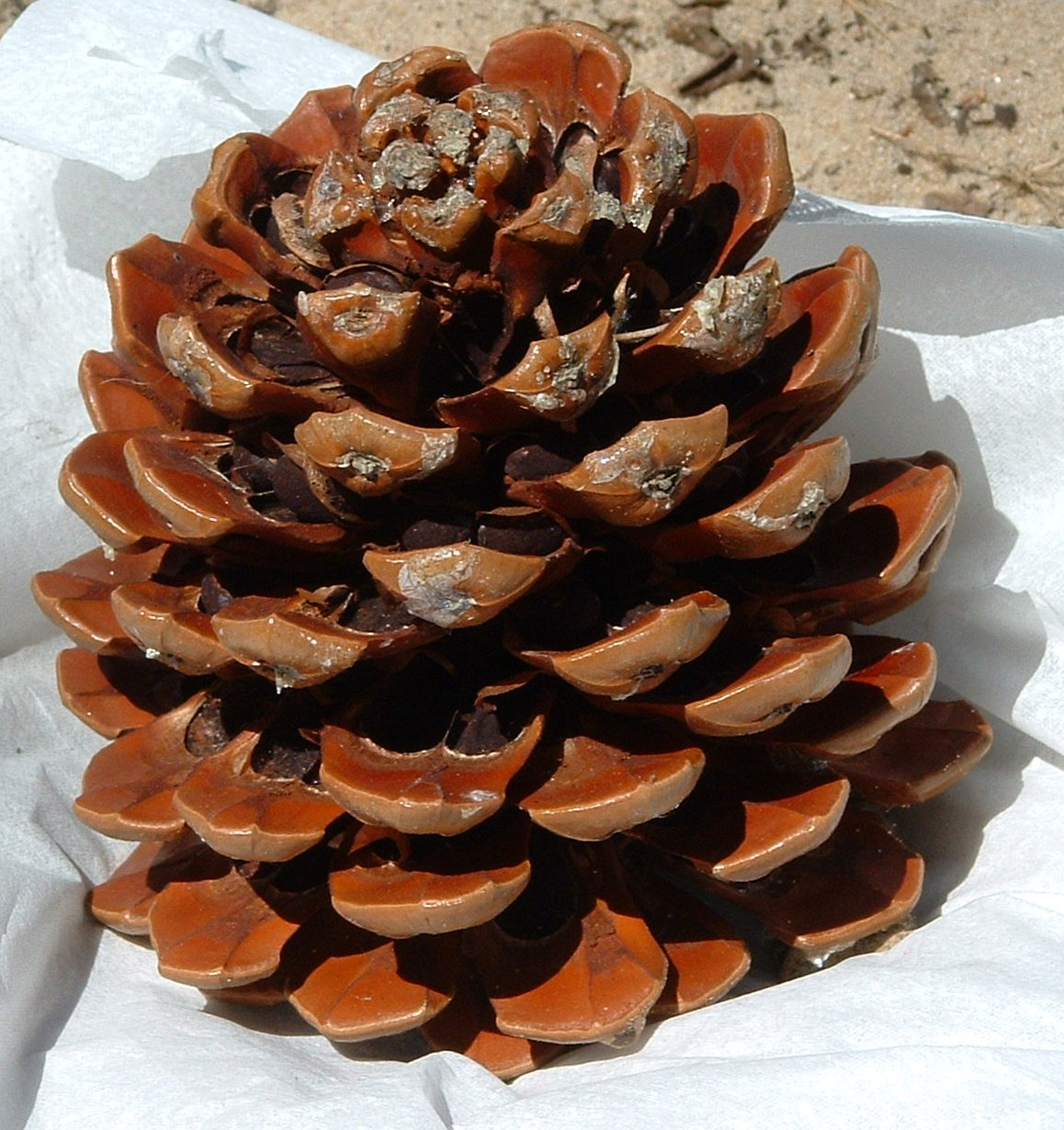
Zapfen einer Pinie (Pinus pinea)

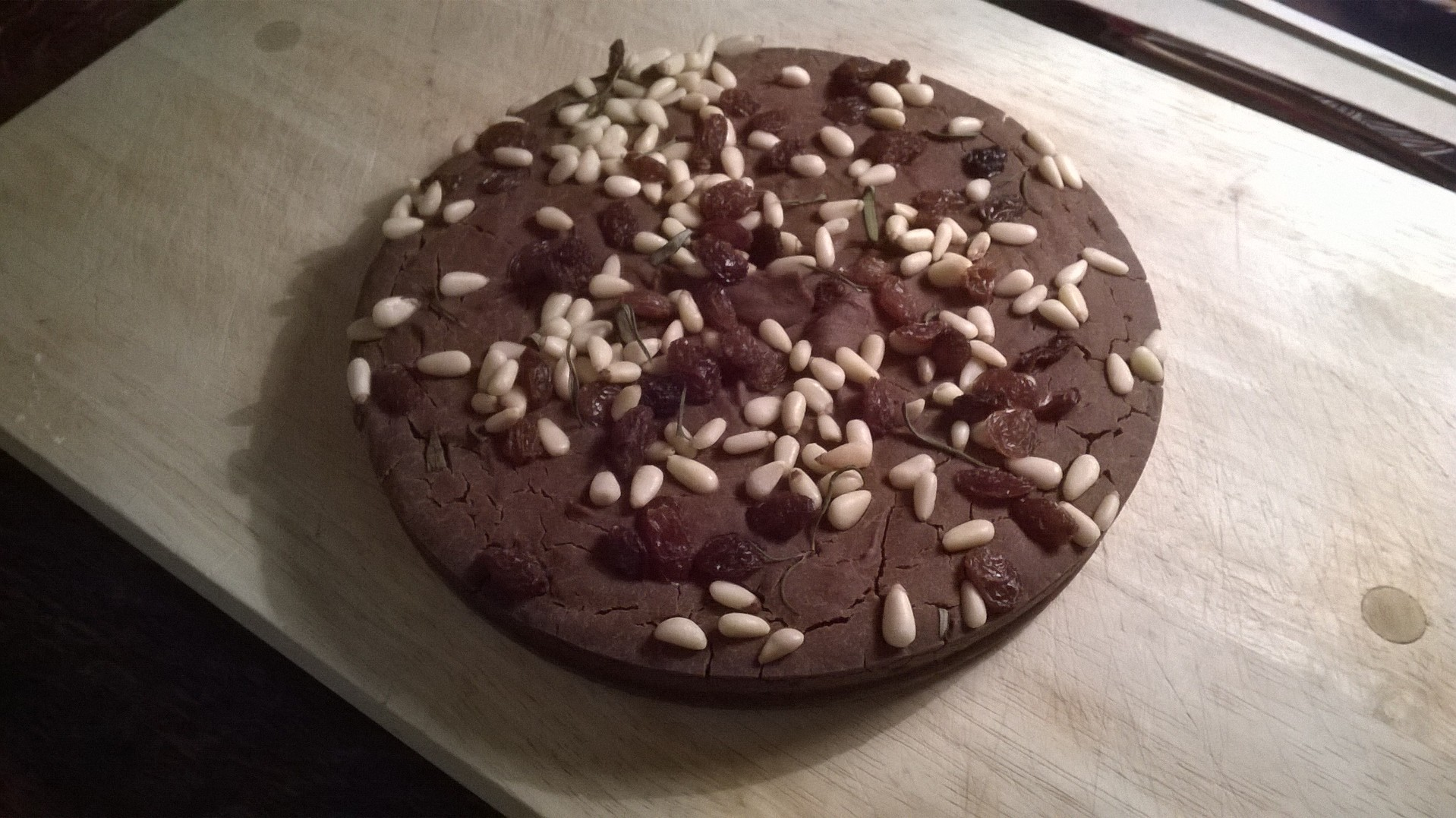
Pinienkerne auf einem toskanischen Castagnaccio

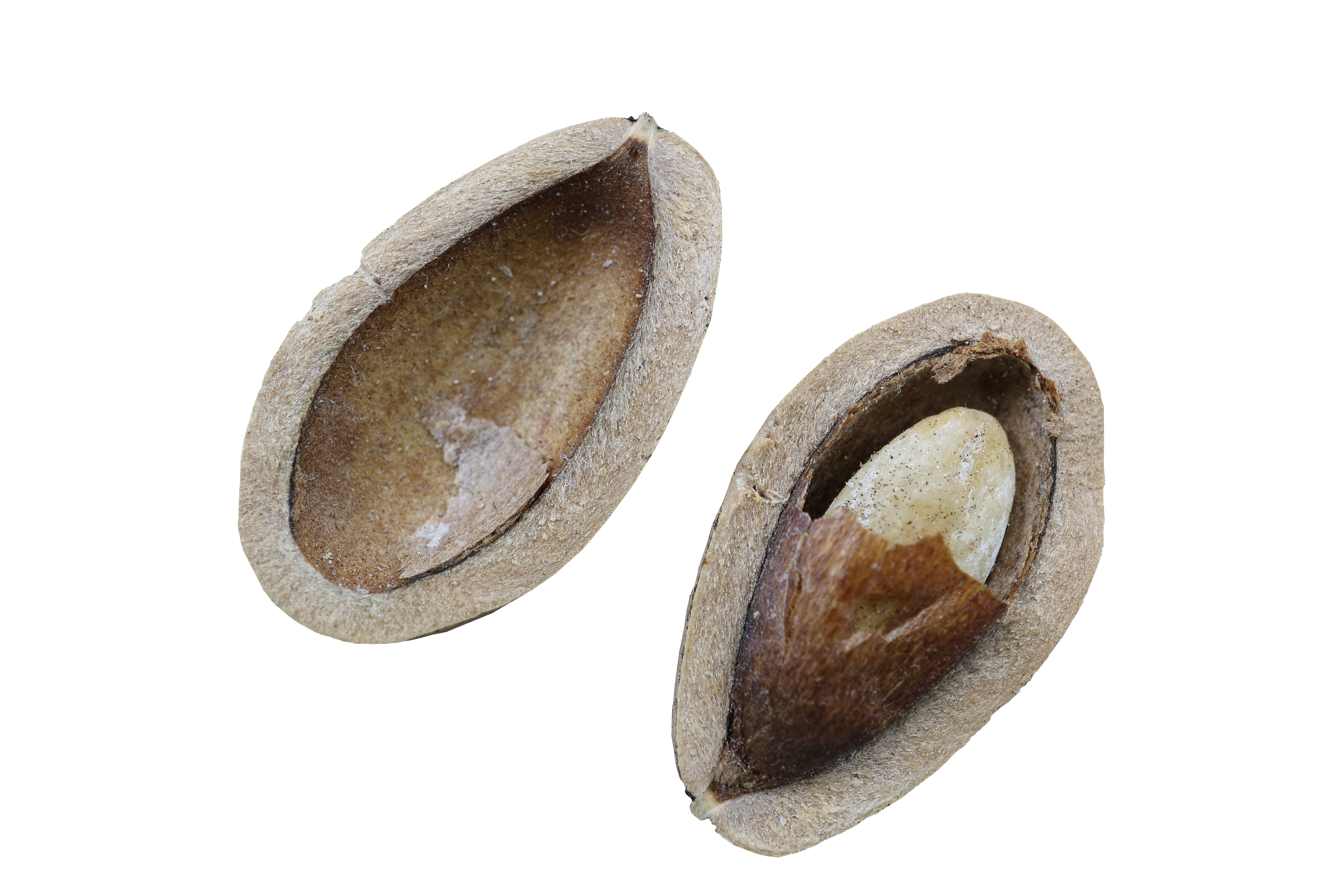
Piniensamen (Nuss)

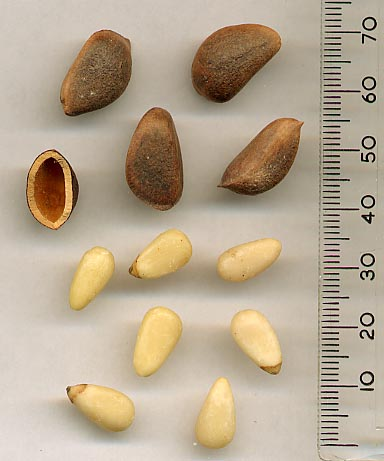
Samen der Korea-Kiefer, oben mit Schale

Der Pinienkern (italienisch Pinolo, Plural Pinoli), auch Pignole, Zirbelnuss oder Pignolie (besonders in Österreich) genannt, ist der geschälte Samen der im Mittelmeerraum wachsenden Pinie.
Allerdings wird der Begriff „Pinienkern“ synonym für alle essbaren Kerne von verschiedenen Pinienarten weltweit verwendet. Die hellen Kerne wachsen in den Pinienzapfen heran und haben ein süßliches Aroma.
Die auch Pinienmandeln und Piniennüsse (lateinisch Nuces Pineae) genannten Pinienkerne wurden im Mittelalter auch kurz Pineae genannt.

## Verwendung und Anbaugebiete
Pinienkerne (lateinisch Grana Pini majoris genannt, in Bezug auf die Pinienkerne von Pinus pinea) sind in der mediterranen Küche sehr beliebt zum Backen, in Salaten oder zum direkten Verzehr. In der türkischen und arabischen Küche findet man sie häufig in Reisgerichten. Pinienkerne sind ein wesentlicher Bestandteil von Pesto genovese der italienischen Küche sowie unterschiedlicher italienischer Süßspeisen, zum Beispiel Torta della nonna und dem Kastanienkuchen Castagnaccio, sie werden aber auch in Früchtebroten verwendet. Beim leichten Anrösten in der Pfanne entfaltet sich der typische, etwas harzige Geschmack besonders gut.
Geschälte Pinienkerne der Mittelmeerkiefer sind gesund, sie enthalten rund 47 % Fett, der Großteil ungesättigte, auch essentielle Fettsäuren, und 31 % Proteine. Sie sind reich an Calcium, Eisen, Phosphor und den Vitaminen B1, B3 und A sowie dem seltenen Spurenelement Selen. Durch ihren hohen Fettgehalt eignen sie sich auch für die Herstellung von Pinienkernöl. Ihr physiologischer Brennwert beträgt 2485 kJ (602 kcal) pro 100 g. Das Öl der Pinienkerne weist einen sehr hohen Gehalt an ungesättigten Fettsäuren wie Ölsäure (39,1 %) und Linolsäure (46,5 %) auf.
Die Kerne der europäischen Mittelmeerkiefer (Pinus pinea) sind sehr teuer. Sie stammen aus Spanien, Frankreich, Portugal und der Türkei. Häufig werden ähnliche Samen oder Kerne z. B. von der Korea-Kiefer oder von Pinus gerardiana aus der Volksrepublik China, Afghanistan oder Korea nach Europa importiert, während Russland mit Kernen von Pinus sibirica und Pinus pumila handelt.
Zedernüsse, die von Zirbelkiefern wie der Korea-Kiefer gewonnen werden, sind deutlich günstiger als Pinienkerne. Im Gegensatz zum länglichen Pinienkern sind sie rundlicher und haben außerdem eine dunkle Spitze. Ihr Geschmack ist weniger aromatisch, dafür mitunter leicht metallisch und nussig, bei einem insgesamt höheren Fettgehalt. Geschmacklich vergleichbar, aber nicht kommerziell genutzt sind die ebenfalls essbaren Pinienkerne der alpinen Zirbelkiefer oder die nur regional genutzten Araukarienkerne z. B. von der Chilenischen Araukarie.

## Gewinnung

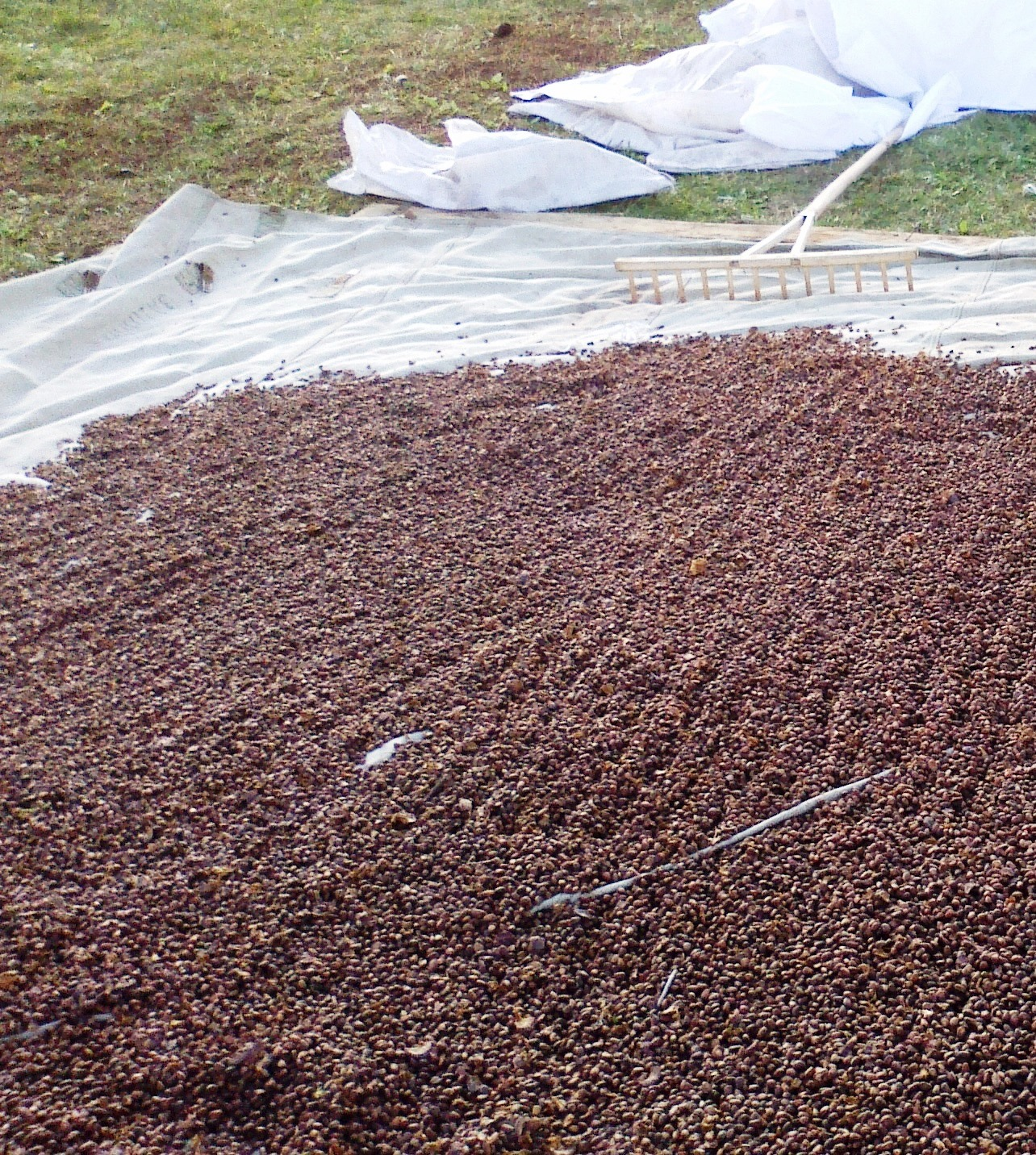
Trocknende, ungeschälte Pinienkerne

Pinienkerne werden hauptsächlich von wild wachsenden Pinien geerntet, da es nur vereinzelte Pinienpflanzungen gibt. Die Pinien tragen erst nach ungefähr 20 Jahren Zapfen. Zwischen Oktober und April werden die Pinienzapfen manuell geerntet. Die Pflücker, sogenannte „Pineros“, müssen zur Ernte auf die Pinien hinaufklettern. Dort schlagen sie die Zapfen einzeln mit Stangen herunter.
Innerhalb des Zapfens sitzen jeweils zwei der kleinen Kerne unter einer Schuppe des Zapfens. Damit sie sich öffnen, werden die Pinienzapfen über den Winter getrocknet, bevor die braunen Samen aus den Zapfen herausfallen und aus ihren harten Schalen gelöst werden können. Die Samen werden dazu in Wasser eingeweicht und maschinell von der harten Samenschale und dem Samenhäutchen befreit.
Man kann die Zapfen bei niedriger Temperatur (60 bis 80 °C) im Backofen dazu bringen, sich schneller zu öffnen. Selbst im offenen Zapfen sitzen die Kerne oft immer noch recht fest, so dass der Zapfen unter Umständen komplett zerkleinert werden muss. Dann umschließt immer noch eine dicke, harte Schale jeden einzelnen Pinienkern. Im Privathaushalt ist das Rösten in einer Pfanne ohne Fett der einfachste Weg, die weichen Pinienkerne von ihrer harten Schale zu befreien. Sobald die Kerne sich goldgelb verfärben, lassen sich die Samenschalen – nach dem Abkühlen – deutlich leichter lösen. Die Haltbarkeit der kleinen Kerne ist ungeschält deutlich höher, denn geschält werden sie aufgrund des hohen Fettgehaltes an der Luft schnell ranzig.
In der Mongolei werden die Kiefern mit Rammböcken erschüttert, um die Zapfen auf dem Boden aufzulesen. Dies trägt zum Rückgang des Pinienkieferbestandes bei. In den USA und Mexiko werden überwiegend von Pinus edulis, Pinus cembroides oder von Pinus monophylla Pinienkerne gewonnen.

## Risiken
In Einzelfällen wurde nach dem Verzehr von Kernen aus China und Pakistan von ernsthaften, jedoch vorübergehenden Geschmacksstörungen berichtet. Diese entwickeln sich etwa einen bis drei Tage nach dem Verzehr und können tage- bis wochenlang anhalten. Ein bitterer metallischer Geschmack wird beschrieben, scheint jedoch ungefährlich zu sein. Trotz der Erstbeschreibung 2001 in Belgien und zahlreichen Fällen weltweit ist die Forschung in diesem Gebiet nicht fortgeschritten.